# Équipe des États-Unis masculine de basket-ball
Cet article traite de l'équipe masculine. Pour l'équipe féminine, voir Équipe des États-Unis féminine de basket-ball.
Maillots
L'équipe des États-Unis de basket-ball, aussi connue sous l'appellation Team USA, est la sélection des meilleurs joueurs américains. Elle est placée sous l'égide de la Fédération des États-Unis de basket-ball (USA Basketball).
Le Team USA possède le plus beau palmarès du basket international, avec 17 médailles d'or olympiques et 5 titres de champion du monde. Depuis la Dream Team à Barcelone en 1992, le titre olympique ne lui a échappé qu'une fois, à Athènes en 2004.

## Historique

### 1936-1968 - Domination des premières joutes internationales

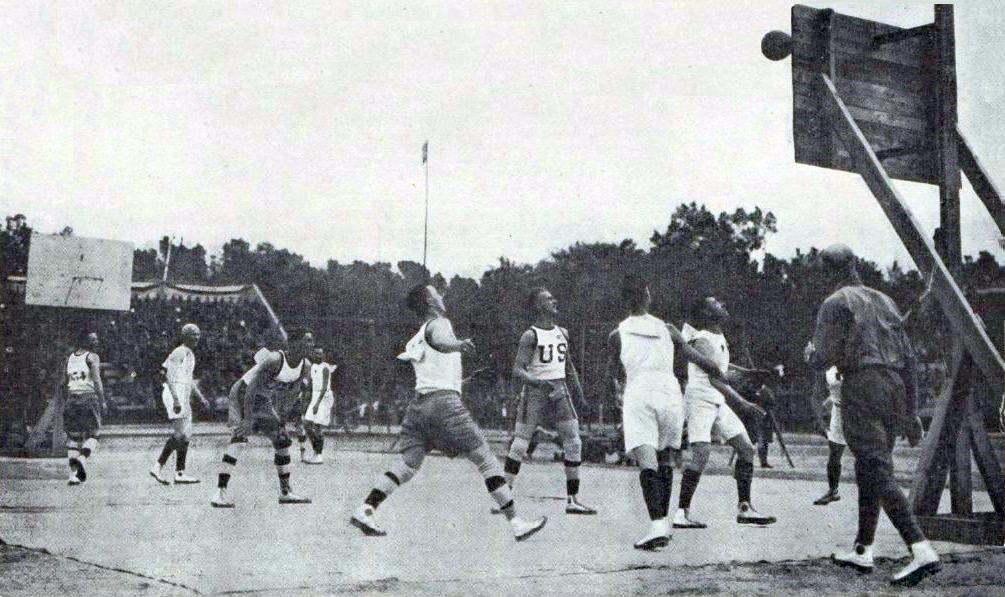
Les États-Unis déjà victorieux des Jeux Interalliés, en juillet 1919 à Paris.

Berceau du basket-ball, principal acteur du développement de ce sport, les États-Unis possédaient un avantage certain sur les autres nations lors des toutes premières rencontres internationales. Les Américains dominèrent la première édition du tournoi olympique de basket-ball qui se déroula à Berlin en 1936 en remportant la médaille d'or tout en restant invaincus. Avec un bilan de cinq victoires et aucune défaite, ils montèrent sur la plus haute marche du podium, accompagnés de leurs deux voisins du continent américain : le Canada et le Mexique.
Les six tournois olympiques suivants virent les Américains décrocher l'or à chaque édition, tout en préservant leur invincibilité. Ils ne concédèrent aucune défaite lors des tournois organisés à Londres, Helsinki, Melbourne, Rome, Tokyo et Mexico. Ces compétitions étaient réservées aux joueurs amateurs. Toutefois, durant cette période, les équipes américaines alignèrent dans leurs rangs des joueurs qui devinrent ensuite de grandes vedettes du sport professionnel comme les légendaires Bill Russell, Oscar Robertson, Jerry West et Jerry Lucas.
Ces trois derniers firent partie de l'équipe qui joua à Rome en 1960 et que beaucoup considèrent comme la meilleure équipe américaine avant la formation de la Dream Team en 1992.

### 1972 - Controverses aux Jeux de Munich
Les États-Unis se présentèrent au tournoi olympique de Munich en 1972 avec un palmarès très enviable de sept médailles d'or consécutives, compilant un total de 63 victoires pour aucune défaite. L'équipe remporta les huit premiers matchs du tournoi de manière convaincante, s'assurant une place en finale contre l'URSS.
La finale des jeux de Munich fut sans aucun doute la rencontre la plus controversée de l'histoire des Jeux olympiques. Les États-Unis essuyèrent par la même occasion leur première défaite dans un match olympique. À trois secondes de la fin du match, l'ailier américain Doug Collins marqua deux lancers-francs pour placer les États-Unis en tête, 50-49. Aussitôt le deuxième lancer de Doug Collins marqué, l'équipe soviétique s'empressa de réaliser la remise en jeu mais le chrono est arrêté par un arbitre alors que l'entraîneur soviétique interpelle la table de marque. Les Soviétiques déclarent qu'ils ont déposé un temps-mort entre les deux lancers, ce qui leur laissait trois secondes. Les arbitres décidèrent de remettre 3 secondes au chronomètre et de faire rejouer la dernière action. Malheureusement, l'arbitre remit la balle en jeu avant que le chronomètre ne fût réinitialisé à 3 secondes. Les Soviétiques tentèrent une longue passe sans succès, la sirène retentit et les Américains commencèrent à fêter leur victoire.
À cet instant, R. William Jones, le secrétaire de la FIBA, fit son apparition pour demander aux arbitres de remettre une seconde fois le chronomètre à 00:03 et de rejouer à nouveau la dernière action du match. Cette fois-ci, la longue passe de l'équipe soviétique fit mouche. La passe de Ivan Edeshko fut captée par Aleksandr Belov au niveau de la ligne des lancers-francs américaine. Belov se joua de Kevin Joyce et Jim Forbes pour filer marquer le panier victorieux juste avant que la sirène ne retentisse,.
L'équipe américaine posa une réclamation après le match en signe de protestation. Un jury de cinq hommes dut alors prendre position. Les trois votes des membres du jury du monde communiste donnèrent raison à l'équipe soviétique qui remporta ainsi sa première médaille d'or olympique.
Les joueurs de l'équipe des États-Unis refusèrent de recevoir leur médaille d'argent. Kenny Davis alla plus loin en décidant de faire figurer dans son testament qu'il ne souhaitait pas que ses héritiers acceptent la médaille, même à titre posthume.

### 1976-1984 - Reconquête de l'or olympique sur fond de boycotts
Après la défaite controversée de Munich, l'équipe américaine entraînée par Dean Smith renoua avec l'or olympique en 1976, à Montréal, en remportant 7 victoires et en ne concédant aucune défaite. Ce succès porta le bilan de l'équipe américaine à 78 victoires et 1 défaite.
L'invasion de l'Afghanistan par l'Union soviétique poussa différents pays, dont les États-Unis, à boycotter les Jeux olympiques de Moscou en 1980. L'équipe américaine de 1980 participa toutefois à une tournée à travers les États-Unis nommée « Gold Medal Series ». Cette équipe, dirigée par Dave Gavitt, dispute six rencontres, cinq contres des sélections d'équipe de NBA, et la dernière face à l'équipe des États-Unis championne olympique des jeux de Montréal quatre ans plus tôt. Composée de jeunes talents, dont trois joueurs futurs All-Star, Rolando Blackman, Buck Williams et Isiah Thomas, ce dernier étant également membre du Basketball Hall of Fame, cette sélection remporte cinq victoires, dont la rencontre face aux médaillés de 1976 sur le score de 81 à 77, pour une défaite.
En réponse au boycott américain de 1980, la plupart des pays du monde communiste boycottent les Jeux olympiques de Los Angeles de 1984. Michael Jordan fait ses débuts dans le tournoi olympique, huit ans avant la naissance de la première Dream Team. Avec 17,1 points par match, Jordan termine meilleur marqueur de son équipe, entraînée par Bobby Knight. Invaincus, enregistrant huit victoires, les États-Unis décrochent une nouvelle médaille d'or.

### 1988 - Revanche perdue contre les Soviétiques
Après la défaite de 1972, les Américains, dont l'effectif comprend plusieurs futures vedettes de la NBA comme David Robinson et Mitch Richmond, Dan Majerle ou Danny Manning, récemment désigné meilleur joueur du tournoi NCAA et vainqueur du titre national avec les Jayhawks du Kansas, vient d'enchaîner vingt-et-une victoires olympiques. En demi-finale, ils sont opposés à une sélection d'URSS dont les principaux joueurs sont Kurtinaitis, Chomičius, Marčiulionis, Volkov. Celle-ci peut également compter sur la présence d'Arvydas Sabonis, absent des parquets pendant dix-huit mois pour une blessure au tendon d'Achille. Les Soviétiques mènent d'un bout à l'autre de cette rencontre, ayant un avantage de dix points à la mi-temps. Les Américains se rapprochent plusieurs fois mais doivent s'incliner sur le score de 82 à 76, avec 28 points de Kurtinaitis et 13 points et 13 rebonds de Sabonis. L'équipe américaine doit se contenter d'une médaille de bronze lors de ces jeux après une victoire 78 à 49 sur les Australiens.

### 1992 - LaDream Team

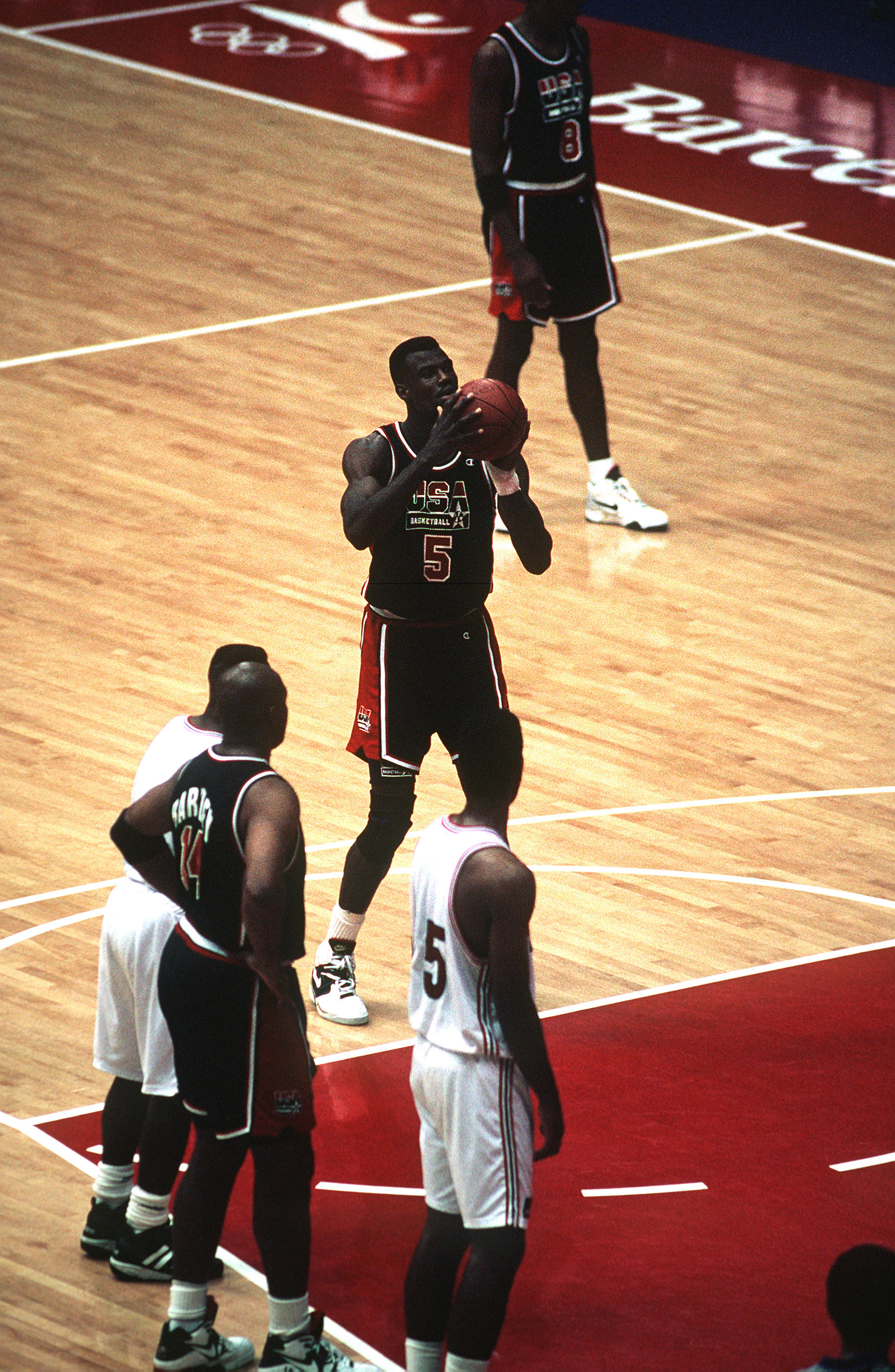
David Robinson face à Porto Rico

Lors d'une assemblée générale exceptionnelle le 6 avril 1989, la Fédération internationale de basket-ball décida d'ouvrir, pour la première fois, les compétitions internationales aux joueurs professionnels.
L'équipe alignée par les États-Unis pour le tournoi olympique de Barcelone en 1992 fut alors peut-être la plus fameuse collection de talents qu'une équipe sportive ait jamais assemblés. Parmi les 12 joueurs de l'effectif américain, 10 figureront sur la liste des 50 plus grands joueurs de NBA, liste établie en 1996 à l'occasion des 50 ans de la ligue nord-américaine.
| Nom                     | Club                      |
| ----------------------- | ------------------------- |
| Charles Barkley         | Suns de Phoenix           |
| Larry Bird              | Celtics de Boston         |
| Clyde Drexler           | Trail Blazers de Portland |
| Patrick Ewing           | Knicks de New York        |
| Magic Johnson           | Lakers de Los Angeles     |
| Michael Jordan          | Bulls de Chicago          |
| Karl Malone             | Jazz de l'Utah            |
| Scottie Pippen          | Bulls de Chicago          |
| David Robinson          | Spurs de San Antonio      |
| John Stockton           | Jazz de l'Utah            |
| Chris Mullin            | Warriors du Golden State  |
| Christian Laettner      | Blue Devils de Duke       |
| Entraîneur : Chuck Daly | Pistons de Détroit        |

L'équipe américaine affronta l'Angola lors du match d'ouverture du tournoi olympique. Barkley marqua 24 points dans ce match qui vit les États-Unis l'emporter sur le score de 116 à 48. Barkley se fit remarquer en donnant un coup de coude à un joueur angolais, joueur qui lui rendait plus de 20 kilos.
Le match suivant opposa la Dream Team à une talentueuse équipe de Croatie. Jordan, avec 21 points, emmena les Américains vers une large victoire (103-70). Les États-Unis enregistrèrent ensuite une victoire contre l'Allemagne avec une bonne performance de Larry Bird (19 points) et Karl Malone (18). Puis sept joueurs américains marquèrent plus de dix points lors de la victoire 127-83 contre le Brésil. Dans ce match, Barkley établit le nouveau record de points pour un joueur américain en sélection avec 30 unités. Le dernier match de poule vit la Dream Team battre l'Espagne et, encore une fois, de manière spectaculaire avec un score de 122 à 81.
Lors des quarts-de-finale, les États-Unis rencontrèrent l'équipe de Porto Rico avec une victoire à la clé sur le score de 115-77. La demi-finale se conclut par une écrasante victoire de la Dream Team sur l'équipe lituanienne 127-76. Neuf joueurs américains marquèrent plus de dix points. La finale fut le match le plus difficile du tournoi pour la Dream Team qui s'imposa de 32 points, 117-85, contre la Croatie.
Avec un écart moyen de 43 points par match, l'équipe américaine a écrasé la compétition tout au long de ce tournoi.

### 1994 - LaDream Team2
| Nom                     | Club                     |
| ----------------------- | ------------------------ |
| Steve Smith             | Heat de Miami            |
| Shaquille O'Neal        | Magic d'Orlando          |
| Reggie Miller           | Pacers de l'Indiana      |
| Dominique Wilkins       | Hawks d'Atlanta          |
| Joe Dumars              | Pistons de Détroit       |
| Alonzo Mourning         | Hornets de Charlotte     |
| Mark Price              | Cavaliers de Cleveland   |
| Shawn Kemp              | SuperSonics de Seattle   |
| Dan Majerle             | Suns de Phoenix          |
| Derrick Coleman         | Nets du New Jersey       |
| Larry Johnson           | Hornets de Charlotte     |
| Kevin Johnson           | Suns de Phoenix          |
| Entraîneur : Don Nelson | Warriors de Golden State |

La deuxième Dream Team participa aux championnats du monde de 1994, à Toronto au Canada. L'effectif fut totalement remanié dans le but de présenter des joueurs différents de ceux présents à Barcelone en 1992. La Dream Team 2 possédait peu de noms aussi prestigieux que sa grande sœur la Dream Team 1 mais elle sut se montrer tout aussi redoutable. Composée de jeunes talents de la NBA, elle remporta la médaille d'or en étant dominatrice tout au long de la compétition.
Quatre joueurs de cette sélection disputeront à nouveau  les Jeux olympiques, Shaquille O'Neal et Reggie Miller en 1996 avec la Dream Team 3, puis Steve Smith et Alonzo Mourning en 2000 aux JO de Sydney.
On dénombre 5 futurs Hall of famers dans cette sélection : Shaquille O'Neal, Reggie Miller, Joe Dumars, Do Wilkins et Zo Mourning. Le coach Don Nelson est lui aussi Hall of famer.

### 1996 - LaDream Team3
La troisième équipe américaine composée de joueurs de NBA participe aux Jeux olympiques d'Atlanta en 1996. Encore une fois, l'effectif ne manque pas de vedettes et de futurs hall of famers , avec cinq membres de la Dream Team 1 (Barkley, Malone, Pippen, Robinson et Stockton) et deux autres joueurs élus parmi les 50 plus grands joueurs de la NBA : Hakeem Olajuwon et Shaquille O'Neal.
Les États-Unis décrochent à nouveau la médaille d'or en s'imposant avec une marge moyenne de 32 points par match. Ils s'imposent en finale, devant leur public, contre la Yougoslavie sur le score de 95 à 69. L'unique membre de cette sélection à disputer les jeux olympiques suivants sera Gary Payton (Hall of famer). On trouve dans la sélection américaine 3 autres futurs Hall of famers: Reggie Miller, Grant Hill et Mitch Richmond. Le dernier membre de cette équipe est Penny Hardaway, coéquipier de Shaquille O'Neal au Magic d'Orlando.

### 1998 -Lockoutde la NBA
L'équipe américaine qui se présente au championnat du monde d'Athènes en 1998 n'est pas considérée comme une Dream Team car aucun joueur de l'effectif n'évolue en NBA à cette période. L'équipe est baptisée « the dirty dozen » (en référence au film Les Douze Salopards) car ses joueurs sont très tenaces et n'hésitent pas à travailler dur pour le bien du collectif.
À cause d'un conflit entre le syndicat des joueurs de la NBA et la direction de la ligue américaine qui mène au lockout, aucun joueur de NBA n'est autorisé à participer au tournoi mondial. Cette équipe de « seconds couteaux », composée de joueurs évoluant en université, dans les ligues mineures américaines et en Europe, remporte tout de même une très honorable médaille de bronze.
À la suite de ce tournoi, Brad Miller se révèle être le seul joueur de l'effectif à réellement s'imposer en NBA.

### 2000 - Courte victoire à Sydney
Au cours des années 1990, de plus en plus de joueurs non-américains s'imposent dans la NBA. Dans ce contexte de mondialisation du basket-ball, l'équipe américaine participant aux Jeux olympiques de Sydney, en 2000, a la lourde tâche de prouver que le basket-ball made in USA est toujours le meilleur. L'effectif est composé à nouveau de joueurs de NBA mais la plupart des vedettes déclinent l'offre.
L'équipe entraînée par Rudy Tomjanovich remporte très facilement ses deux premiers matchs mais rencontre plus de difficultés par la suite. Le match de poule contre la Lituanie se solde par une mince victoire 85-76. Deux matchs plus tard, lors de la victoire 106-94 contre la France, Vince Carter réalise ce que certains considèrent comme le plus beau dunk de tous les temps en sautant par-dessus le pivot français de 2,18 m Frédéric Weis.
La demi-finale contre la Lituanie se révèle extrêmement serrée. Les États-Unis remportent le match 85-83, la star lituanienne Šarūnas Jasikevičius manquant un tir à 3 points à la dernière seconde du match. En définitive, les Américains ramènent tout de même l'or olympique en s'imposant 85-75 en finale contre la France.
Même si les États-Unis restent invaincus lors ce tournoi, le sentiment d'invincibilité s'est envolé et plusieurs équipes internationales semblent en mesure de rivaliser.
Seul Jason Kidd retrouvera les rangs de Team USA aux jeux olympiques, en 2008 à Pékin.

### 2002 - Flop à domicile
L'équipe américaine de 2002 participe au championnat du monde 2002 organisée aux États-Unis, à Indianapolis. De manière encore plus marquée qu'en 2000, les superstars de la NBA boudent ce championnat. L'effectif est tout de même constitué de solides joueurs de la NBA.
Entraînée par George Karl, l'équipe est extrêmement décevante, terminant seulement à la sixième place après une défaite contre la Yougoslavie en quart de finale. Cette campagne désastreuse est considérée comme la pire déroute de l'équipe des États-Unis.

### 2004 - Désillusions olympiques
Se sentant humiliés par le triste résultat de 2002, un grand nombre de vedettes de la NBA décident de faire partie de l'équipe olympique de 2004. Le tournoi des Amériques de 2003, qualificatif pour les Jeux olympiques, voit les Américains écraser la compétition et gagner leur ticket pour les Jeux olympiques d'Athènes l'année suivante.
Malheureusement, le corps de l'équipe dominante de 2003 ne peut pas être conservé pour le tournoi olympique. Pour différentes raisons, 10 des 12 membres de l'équipe renoncent à participer à la compétition. L'effectif final fait figurer de jeunes talents de la NBA comme LeBron James, Dwyane Wade et Carmelo Anthony mais aussi les récents meilleurs joueurs de la NBA Tim Duncan et Allen Iverson.
Après avoir souffert lors des différents matchs de préparation, l'équipe américaine confirme sa vulnérabilité lors de la défaite dans le premier match du tournoi olympique d'Athènes 92-73 contre le voisin Porto Rico. Cette défaite est seulement la troisième de l'histoire de l'équipe des États-Unis aux Jeux olympiques, après les deux défaites contre les Soviétiques en 1972 et 1988. Mais c'est avant tout la première défaite d'une équipe de joueurs de la NBA. Cette large défaite (19 points d'écart) confirme la progression du basket international, qui peut désormais rivaliser avec les joueurs américains.
Après avoir battu la Grèce et l'Australie, les États-Unis subissent une deuxième défaite, cette fois-ci contre la Lituanie. Une victoire lors du dernier match du premier tour contre l'Angola permet aux Américains de se qualifier pour les quarts-de-finale en terminant quatrièmes de leur poule (bilan de trois victoires et deux défaites).
Le quart-de-finale est un succès pour les États-Unis qui battent l'Espagne, encore invaincue, 102-94. Toutefois, l'aventure américaine s'arrête en demi-finale, battus par l'Argentine 89-81. C'est la troisième fois que les Américains laissent échapper la médaille d'or, mais la première fois pour une équipe composée de joueurs de NBA.
Avant le début de ce tournoi, les États-Unis n'ont perdu que deux rencontres olympiques dans leur histoire. Ils s'inclinent à trois reprises dans ce tournoi.

### 2006-2008 - La «Redeem Team» (Objectif Pékin)

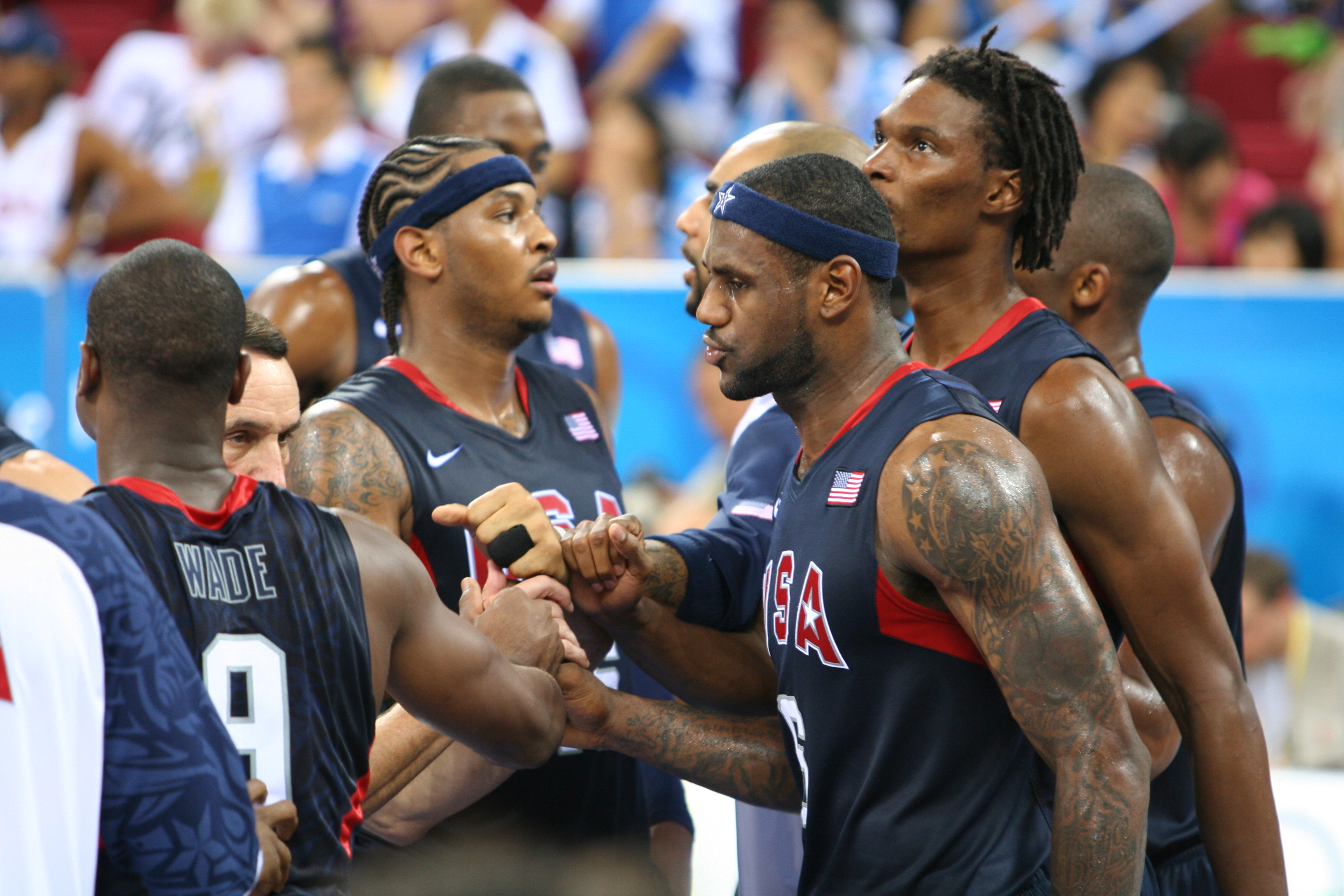
L'équipe de États-Unis avec LeBron James, Dwyane Wade et Chris Bosh notamment remporte le tournoi olympique en 2008.

Après les déceptions de 2002 et 2004, les États-Unis décident de changer leur manière de préparer les compétitions internationales. Jerry Colangelo, brillant manager en NBA, est débauché pour prendre en main l'équipe. Il met en place un règlement intérieur plus strict en imposant aux joueurs de s'engager pour trois ans, jusqu'aux Jeux olympiques de Pékin en 2008.
Le staff sélectionné est prestigieux avec au poste d'entraîneur Mike Krzyzewski, de l'université Duke, avec comme assistants Jim Boeheim de l'université de Syracuse, Mike D'Antoni des Phoenix Suns et Nate McMillan des Portland Trail Blazers. Alors que quelques joueurs dominants de la NBA comme Kevin Garnett annoncent qu'ils ne participeront pas, d'autres vedettes s'associent officiellement au projet, à l'image de Kobe Bryant, Dwyane Wade et LeBron James. Allen Iverson, capitaine de l'équipe de 2004, n'est pas invité. Dwyane Wade, LeBron James et Carmelo Anthony sont nommés cocapitaines de l'équipe américaine pour le championnat du monde de 2006 au Japon.
L'équipe gagne aisément une place en demi-finale en battant leurs adversaires par une moyenne de 25 points par match. Cependant, en demi-finale, contre la Grèce, championne d'Europe en titre, les Américains essuient une défaite 101-95. La défense des États-Unis lors de cette rencontre est extrêmement passive, permettant à l'équipe de Grèce de tirer à plus de 62 % de réussite. Cette nouvelle déconvenue représente le troisième échec de suite pour l'équipe des États-Unis lors des rencontres internationales après 2002 et 2004. Une victoire contre les Argentins, qui les ont battus en 2002 et 2004, permet tout de même de ramener le bronze du Japon.
Le 23 mai 2007, sept joueurs de l'équipe américaine doivent renoncer à participer au tournoi des Amériques, disputé lors de l'été 2007, à cause de blessures. Ces joueurs sont Gilbert Arenas, Joe Johnson, Brad Miller, Lamar Odom, Chris Paul, Paul Pierce et Dwyane Wade. Par conséquent, huit nouveaux joueurs sont ajoutés à l'effectif de l'équipe nationale. Ces derniers sont Carlos Boozer, Tyson Chandler, Kevin Durant, Jason Kidd, Mike Miller, Tayshaun Prince, Michael Redd et Deron Williams.
Le 24 août 2008, les États-Unis battent l'Espagne en finale du tournoi olympique sur le score de 118 à 107,. L'équipe américaine, dont l'effectif est composé de Carmelo Anthony, Carlos Boozer, Kobe Bryant, Chris Bosh, Dwight Howard, LeBron James, Jason Kidd, Chris Paul, Tayshaun Prince, Michael Redd, Deron Williams et Dwyane Wade, remporte l'ensemble des rencontres du tournoi.

### 2010 – Une «équipe B» championne du monde
Les États-Unis alignent une « équipe bis » pour le Mondial, puisqu'aucun joueur de l'équipe des Jeux de 2008 n'y participe.
Cependant, un peu à la surprise générale, l'équipe termine le tournoi invaincue (9 victoires) et s'impose en finale face à la Turquie, qui évolue pourtant à domicile, mais qui dû faire face à la blessure de son meilleur joueur dès la 8e minute (81-64). Grand artisan de ce parcours sans faute, le jeune ailier Kevin Durant est élu meilleur joueur du tournoi.
En outre, l'expérience internationale aura été profitable pour nombre de joueurs de cette sélection puisque Derrick Rose sera nommé la saison suivante plus jeune MVP de l'histoire de la NBA, Kevin Durant à nouveau meilleur marqueur, Kevin Love en sera le meilleur rebondeur et Tyson Chandler sera champion NBA avec les Mavericks de Dallas.

### 2012 - Titre olympique à Londres
Mené par le coach Mike Krzyzewski, team USA composée de LeBron James, Kevin Durant, Kobe Bryant, Chris Paul, James Harden, Andre Iguodala, Anthony Davis, Carmelo Anthony, Deron Williams, Russell Westbrook, Kevin Love et Tyson Chandler, part à la conquête d'un nouveau titre olympique.
Pour le match d'ouverture du groupe A, team USA marche littéralement sur l'équipe de France mené par Tony Parker avec une victoire finale de 98 à 71 avec un deuxième quart temps dévastateur. Ils remportent également les quatre matches de groupe suivant assez facilement face à la Tunisie (110-63), au Nigéria (156-73), la Lituanie (99-94) et l'Argentine (126-97). En quart de finale, team USA domine aisément l'Australie sur le score de 119 à 86. Il retrouve l'Argentine en demi-finale et s'impose 109 à 83.
Les américains s'imposent en finale face à l'Espagne dans une finale très indécise sur le score de 107 à 100 et remporte la médaille d'or olympique, 4 ans après celle de Pékin.

### 2016 - Confirmation à Rio
Sous la direction du coach Mike Krzyzewski, Team USA, composée des stars de la NBA comme LeBron James, Kevin Durant, Stephen Curry, James Harden, Chris Paul, DeMarcus Cousins, Draymond Green, Paul George, Kyrie Irving, Klay Thompson, DeAndre Jordan, et Harrison Barnes, se lance dans la quête d'une nouvelle médaille d'or olympique à Rio de Janeiro.
Pour le match d'ouverture du groupe A, Team USA démarre en force en battant la Chine avec un score écrasant de 119 à 62. Ils poursuivent leur campagne avec des victoires convaincantes contre la Venezuela (113-69), l'Australie (98-88), et la Serbie (94-91). Le seul match de groupe un peu plus disputé est celui contre la France, où les Américains l’emportent 100 à 97 malgré une solide résistance des Bleus.
En quart de finale, Team USA s'impose nettement face à l'Argentine sur le score de 105 à 78. En demi-finale, ils affrontent l'Espagne dans un match intense et remportent une victoire serrée 82 à 76.
En finale, les Américains se mesurent à l'équipe de la Serbie dans un affrontement acharné. Grâce à une performance collective impressionnante, Team USA décroche la médaille d'or avec une victoire finale de 96 à 66, confirmant ainsi leur domination du basketball mondial quatre ans après leur triomphe à Londres.

### 2019 - Revers à la coupe du monde
Sous la direction du coach Gregg Popovich, Team USA, composée de joueurs tels que Kemba Walker, Donovan Mitchell, Jayson Tatum, Bam Adebayo, Khris Middleton, De'Aaron Fox, Myles Turner, Harrison Barnes, Jaylen Brown, Marcus Smart, et Eric Gordon, se lance dans la quête d'un nouveau titre mondial à la Coupe du Monde FIBA en Chine.
Pour le premier match de groupe E, Team USA commence par une victoire contre la République Tchèque avec un score de 88 à 67. Ils poursuivent avec une victoire sur le fil contre la Turquie (93-92) et un autre succès contre le Japon (98-45). Ils continuent leur campagne avec une victoire contre la Grèce (69-53), grâce à une performance collective solide. Lors de leur dernier match de groupe, ils s'imposent contre le Brésil avec un score de 89 à 73.
En quart de finale, Team USA rencontre la France et s'incline 79 à 89, mettant fin à leurs espoirs de médaille d'or dans un match où les Français surpassent les Américains grâce à une performance stratégique et solide.
En demi-finale de consolation, les Américains affrontent la Serbie et perdent 94 à 89 dans un match très disputé. Team USA termine finalement à la 7e place du tournoi, un résultat décevant pour une équipe qui visait le sommet et qui a été surpassée par la qualité de la compétition internationale.

## Équipe actuelle
Effectif pour les Jeux olympiques de Paris 2024
| Jeux olympiques         | Championnat du monde |
| ----------------------- | -------------------- |
| 1936 : Champion         |                      |
| 1948 : Champion         | 1950 : 2e            |
| 1952 : Champion         | 1954 : Champion      |
| 1956 : Champion         | 1959 : 2e            |
| 1960 : Champion         | 1963 : 4e            |
| 1964 : Champion         | 1967 : 4e            |
| 1968 : Champion         | 1970 : 5e            |
| 1972 : 2e               | 1974 : 3e            |
| 1976 : Champion         | 1978 : 5e            |
| 1980 : ne participe pas | 1982 : 2e            |
| 1984 : Champion         | 1986 : Champion      |
| 1988 : 3e               | 1990 : 3e            |
| 1992 : Champion         | 1994 : Champion      |
| 1996 : Champion         | 1998 : 3e            |
| 2000 : Champion         | 2002 : 6e            |
| 2004 : 3e               | 2006 : 3e            |
| 2008 : Champion         | 2010 : Champion      |
| 2012 : Champion         | 2014 : Champion      |
| 2016 : Champion         | 2019 : 7e            |
| 2020 : Champion         | 2023 : 4e            |
| 2024 : Champion         | 2027 :               |

## Joueurs marquants
| - Carmelo Anthony - Kobe Bryant - LeBron James - Michael Jordan - Charles Barkley - Larry Bird - Vince Carter - Doug Collins - Clyde Drexler - Tim Duncan - Kevin Durant - Patrick Ewing - Kevin Garnett - Allen Iverson - Magic Johnson - Stephen Curry - Jason Kidd - Chris Bosh - James Harden - Kyrie Irving - Deron Williams - Russell Westbrook - Chris Paul - Alonzo Mourning - Paul George - Jimmy Butler - Allen Iverson - Amar'e Stoudemire - Dwight Howard | - Jerry Lucas - Tyson Chandler - Kevin Love - Karl Malone - Danny Manning - Ray Allen - Andre Iguodala - Carlos Boozer - Reggie Miller - Alonzo Mourning - Shaquille O'Neal - Hakeem Olajuwon - Stephon Marbury - DeAndre Jordan - Kyle Lowry - Gary Payton - Klay Thomson - Scottie Pippen - Tim Hardaway - Anthony Davis - Shawn Marion - Oscar Robertson - David Robinson - Bill Russell - John Stockton - Dominique Wilkins - Dwyane Wade - Jerry West - Draymond Green - Chris Mullin |  |